# Međulužje

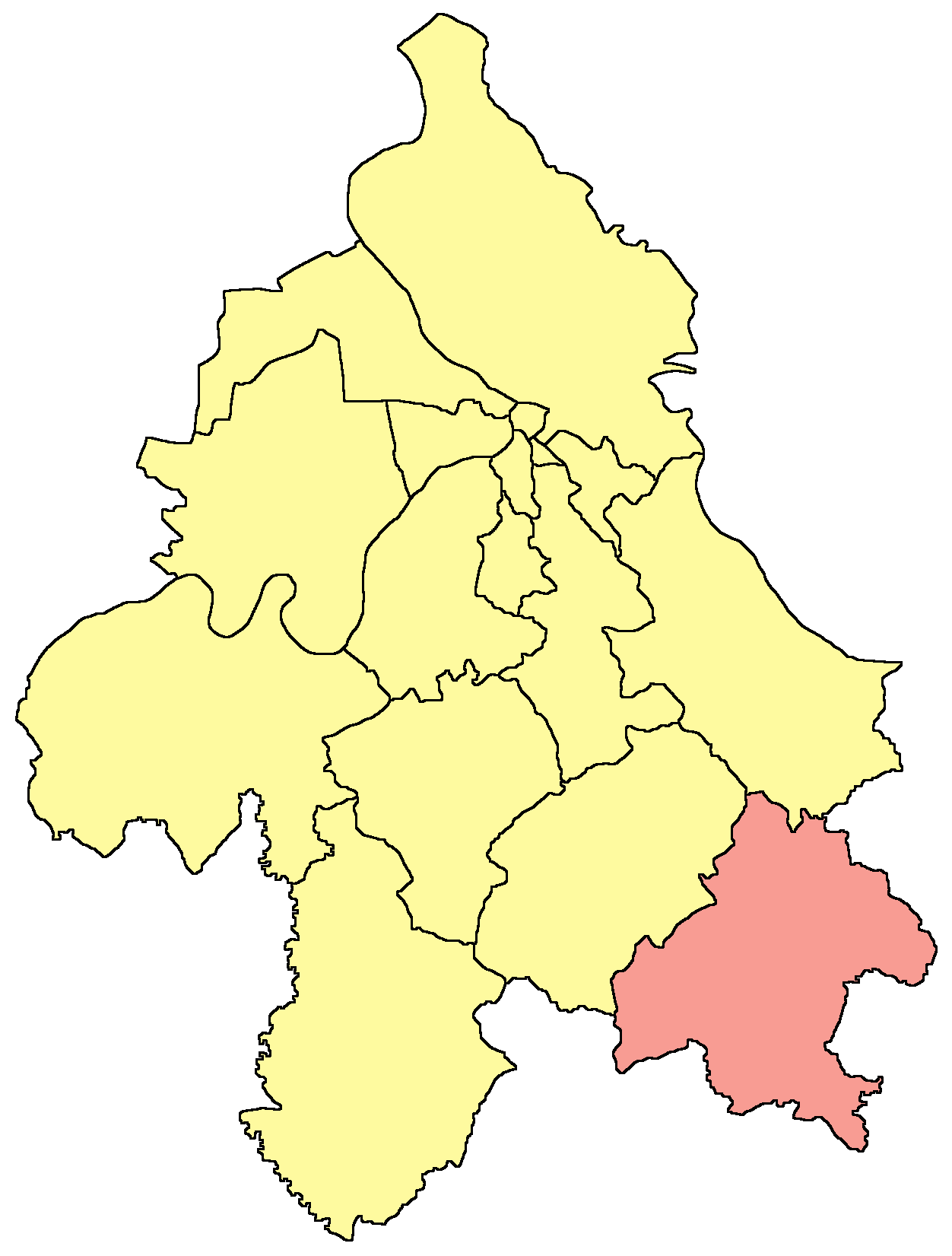
Localisation de la municipalité de Mladenovac dans la Ville de Belgrade

Međulužje (en serbe cyrillique : Међулужје) est une localité de Serbie située dans la municipalité de Mladenovac et sur le territoire de la Ville de Belgrade. Au recensement de 2011, elle comptait 2 783 habitants.
Međulužje est officiellement classé parmi les villages de Serbie.

## Démographie

### Évolution historique de la population
| 1948 | 1953  | 1961  | 1971  | 1981  | 1991  | 2002  | 2011  |
| ---- | ----- | ----- | ----- | ----- | ----- | ----- | ----- |
| 994  | 1 034 | 1 224 | 1 480 | 1 792 | 2 406 | 2 431 | 2 783 |

|  |